# Parapercis colias
Parapercis colias är en fiskart som först beskrevs av Forster, 1801.  Parapercis colias ingår i släktet Parapercis och familjen Pinguipedidae. IUCN kategoriserar arten globalt som livskraftig. Inga underarter finns listade i Catalogue of Life.
Denna fisk blir upp till 45 cm lång och cirka 2,5 kg tung. Den är på ryggen grönblå till blåsvart och på sidorna brunaktig.
Arten lever i havet kring Nya Zeeland. Den dyker till ett djup av 150 meter.
Fisken är en omtyckt matfisk.